# Каукси (Ида-Вирумаа)
Ка́укси (эст. Kauksi) — деревня в волости Алутагузе уезда Ида-Вирумаа, Эстония. До 2017 года входила в состав ныне упразднённой волости Ийзаку.

## География
Деревня находится в южной части уезда, в пределах низменности Алутагузе, на северном берегу Чудского озера, к юго-востоку от автодороги 3 (E 264), на расстоянии около 41 километра (по прямой) к юго-юго-западу (SSW) от посёлка Йыхви, административного центра уезда. Высота над уровнем моря — 54 метра.
Климат деревни характеризуется как переходный от умеренно-морского к умеренно континентальному (Dfb в классификации климатов Кёппена).

## Население
По данным переписи населения 2011 года, в деревне проживало 42 человека (20 мужчин и 22 женщины), из них эстонцы — 40 человек (95,2 %).
Население деревни по возрастному диапазону распределилось следующим образом: 7,1 % — жители младше 18 лет, 50 % — жители в возрасте 18—64 года и 42,9 % — жители в возрасте 65 лет и старше.